# 골덴하르증후군
골덴하르증후군(Goldenhar syndrome)은 귀, 코, 연구개, 입술 및 아래턱뼈가 일반적으로 신체의 한쪽 측면에서 기형이 나타나는 선천성 희귀 질환이다. 일반적인 임상 징후에는 윤부 유피종, 연성 섬유종 및 사시가 포함된다. 첫번째 인두굽이와 2번째 인두굽이의 비정상적인 발달과 관련이 있다. 

## 증상과 징후

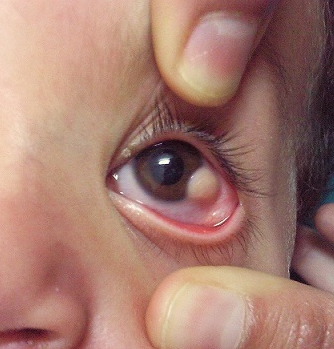

머리와 얼굴의 이상
- 구순구개열
- 안면 비대칭
- 입천장 갈림증